# Alan Haber
Pour les articles homonymes, voir Haber.
Robert Alan Haber, qui a une licence de l'Université du Michigan, était le premier président des Students for a Democratic Society (SDS, Étudiants pour une Société Démocratique), une organisation étudiante américaine. 

## Biographie
Haber est élu à la première réunion du SDS en 1960. Les dossiers contemporains du FBI dénotent son intitulé du poste comme « Field Secretary ». Il habite à Ann Arbor dans le Michigan avec sa conjointe Odile Hugonot-Haber.
Décrit comme « le radical résident d'Ann Arbor » et « un visionnaire réticent », Haber a organisé une conférence pour les droits de l'homme en avril de 1960 qui a marqué le début du SDS. Il a invité quatre organisateurs des sit-ins de NAACP de 1960 à Greensboro en Caroline du Nord.
Haber vient d'un milieu libéral démocratique. Son père, Doyen de l'Université, était un partisan de la politique du New Deal de Franklin Delano Roosevelt avec des sympathies socialistes et progressistes.
Les parents de Haber lui ont donné le prénom du vingtième gouverneur de l'état du Wisconsin et membre du Congrès Robert M. La Follette, un partisan des réformes politiques de l'Idée Wisconsin aux dix-neuvième et vingtième siècles.
Actuellement, il travaille sur le Megiddo Peace Project, et il est impliqué dans le renouveau du SDS. Il gagne sa vie en tant qu'ébéniste. Il a construit une table pour la paix qui était la table de la conférence internationale de la paix : « La Haye Appel pour La Paix » en 1999. https://archive.org/details/laconfrenceint00inteuoft